# 작은기성전
기성(碁聖)전은 신문위기연맹, 일본기원, 관서기원이 주최,주관,후원하는 일본의 바둑 기전이다. 우승상금은 800만 엔이다.
대회 5연패나 10회 우승에 성공한 기사는 은퇴하거나 만60세가 지나면 '명예 기성'의 자격이 주어진다.
대회 10연패에 성공한 기사는 곧바로 '명예 기성'의 자격이 주어진다.

## 대회 규정
제한시간 각자 3시간, 1분 초읽기 5회, 덤 6.5

## 역대 우승자
| 회수 | 연도 | 우승            | 전적 | 준우승            |
| ---- | ---- | --------------- | ---- | ----------------- |
| 1    | 1976 | (故)가토 마사오 | 3-2  | 오타케 히데오     |
| 2    | 1977 | (故)가토 마사오 | 3-0  | 다케미야 마사키   |
| 3    | 1978 | 오타케 히데오   | 3-1  | (故)가토 마사오   |
| 4    | 1979 | 조치훈          | 3-0  | 오타케 히데오     |
| 5    | 1980 | 오타케 히데오   | 3-1  | 조치훈            |
| 6    | 1981 | 오타케 히데오   | 3-2  | 가토 마사오       |
| 7    | 1982 | 오타케 히데오   | 3-2  | 조치훈            |
| 8    | 1983 | 오타케 히데오   | 3-2  | 아와지 슈조       |
| 9    | 1984 | 오타케 히데오   | 3-1  | 가토 마사오       |
| 10   | 1985 | 오타케 히데오   | 3-1  | 구도 노리오       |
| 11   | 1986 | 조치훈          | 3-0  | 오타케 히데오     |
| 12   | 1987 | 가토 마사오     | 3-1  | 조치훈            |
| 13   | 1988 | 고바야시 고이치 | 3-0  | 가토 마사오       |
| 14   | 1989 | 고바야시 고이치 | 3-1  | 이마무라 토시야   |
| 15   | 1990 | 고바야시 고이치 | 3-0  | 고바야시 사토루   |
| 16   | 1991 | 고바야시 고이치 | 3-2  | 고바야시 사토루   |
| 17   | 1992 | 고바야시 고이치 | 3-1  | 고바야시 사토루   |
| 18   | 1993 | 고바야시 고이치 | 3-0  | 린하이펑          |
| 19   | 1994 | 린하이펑        | 3-1  | 고바야시 고이치   |
| 20   | 1995 | 고바야시 사토루 | 3-2  | 린하이펑          |
| 21   | 1996 | 요다 노리모토   | 3-0  | 고바야시 사토루   |
| 22   | 1997 | 요다 노리모토   | 3-1  | 유키 사토시       |
| 23   | 1998 | 요다 노리모토   | 3-0  | 소노다 유이치     |
| 24   | 1999 | 고바야시 고이치 | 3-2  | 요다 노리모토     |
| 25   | 2000 | 야마시타 게이고 | 3-2  | 고바야시 고이치   |
| 26   | 2001 | 고바야시 고이치 | 3-2  | 야마시타 게이고   |
| 27   | 2002 | 고바야시 고이치 | 3-1  | 유키 사토시       |
| 28   | 2003 | 요다 노리모토   | 3-2  | 고바야시 고이치   |
| 29   | 2004 | 요다 노리모토   | 3-1  | 야마다 기미오     |
| 30   | 2005 | 요다 노리모토   | 3-0  | 유키 사토시       |
| 31   | 2006 | 장쉬            | 3-0  | 요다 노리모토     |
| 32   | 2007 | 장쉬            | 3-0  | 요코타 시게아키   |
| 33   | 2008 | 장쉬            | 3-1  | 야마시타 게이고   |
| 34   | 2009 | 장쉬            | 3-0  | 유키 사토시       |
| 35   | 2010 | 사카이 히데유키 | 3-2  | 장쉬              |
| 36   | 2011 | 하네 나오키     | 3-2  | 사카이 히데유키   |
| 37   | 2012 | 이야마 유타     | 3-0  | 하네 나오키       |
| 38   | 2013 | 이야마 유타     | 3-2  | 고노 린           |
| 39   | 2014 | 이야마 유타     | 3-2  | 고노 린           |
| 40   | 2015 | 이야마 유타     | 3-1  | 야마시타 게이고   |
| 41   | 2016 | 이야마 유타     | 3-0  | 무라카와 다이스케 |
| 42   | 2017 | 이야마 유타     | 3-0  | 야마시타 게이고   |
| 43   | 2018 | 쉬자위안        | 3-0  | 이야마 유타       |
| 44   | 2019 | 하네 나오키     | 3-2  | 쉬자위안          |
| 45   | 2020 | 이치리키 료     | 3-0  | 하네 나오키       |
| 46   | 2021 | 이야마 유타     | 3-2  | 이치리키 료       |
| 47   | 2022 | 이야마 유타     | 3-0  | 이치리키 료       |
| 48   | 2023 | 이야마 유타     | 3-0  | 이치리키 료       |
| 49   | 2024 | 이야마 유타     | 3-0  | 시바노 도라마루   |